# Svante Thuresson
Svante Thuresson (Stoccolma, 7 febbraio 1937 – 10 maggio 2021) è stato un cantante svedese.

## Biografia
Partecipò all'Eurovision Song Contest 1966 in duetto con Lill Lindfors cantando il brano Nygammal Vals Eller (Hip Man Svinaherde), in rappresentanza della Svezia. La canzone si classificò al secondo posto.
Negli anni '60 fece parte del gruppo Gals and Pals.